# Hara Model Railway Museum
Le Hara Model Railway Museum (原鉄道模型博物館, Hara Tetsudō Mokei Hakubutsukan) est un musée de modélisme ferroviaire situé dans l'arrondissement de Nishi-ku, à Yokohama au Japon. Il abrite la vaste collection de trains miniatures construits et rassemblés par Nobutarō Hara,.

## Collections

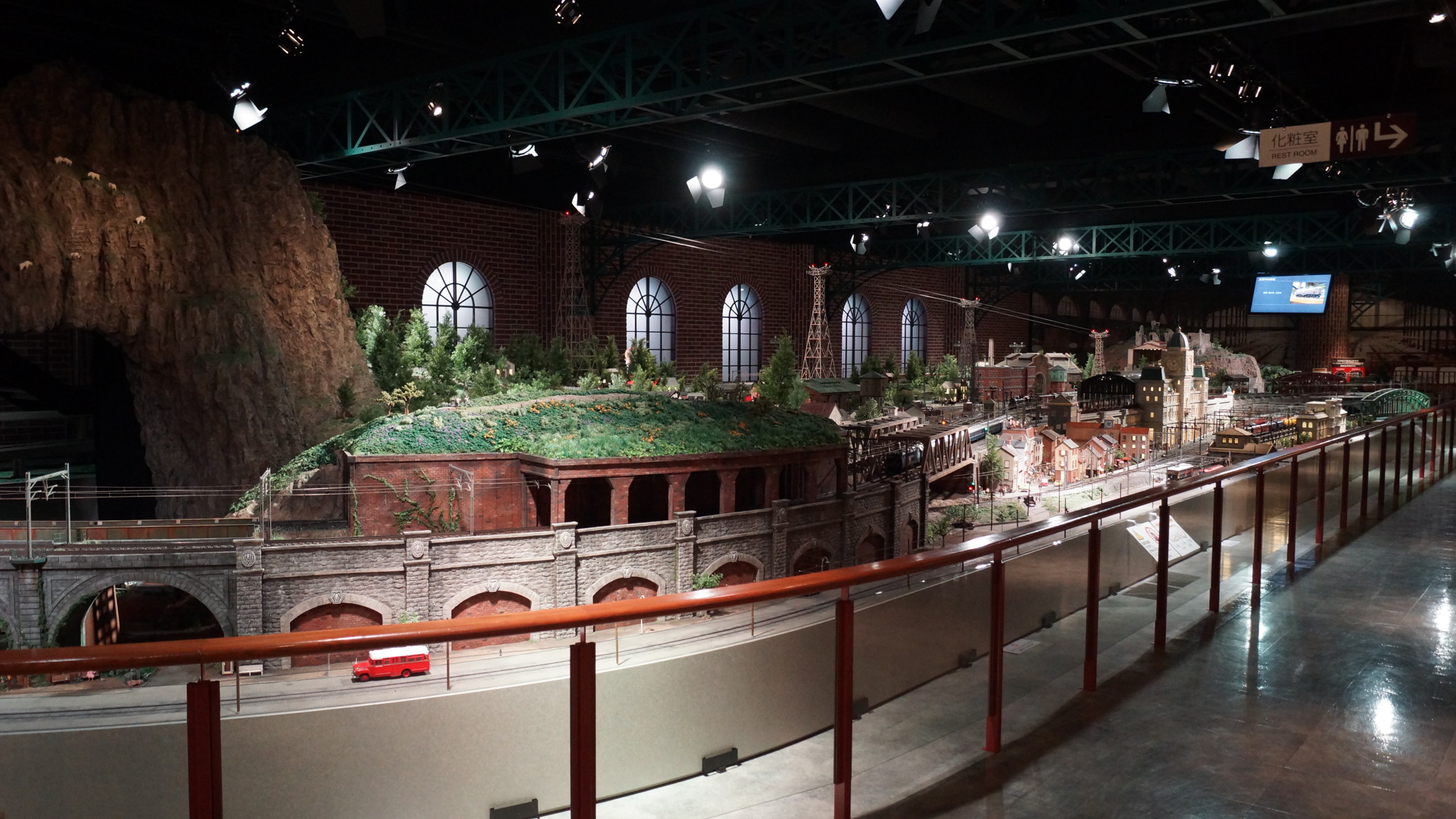
Le réseau à l'échelle 1 en mars 2014

Environ 1 000 objets de la collection privée de Nobutarō Hara sont exposés, principalement des modèles réduits à l'échelle 1, 0 et H0. La pièce principale du musée comprend un diorama à l'échelle 1 appelé "Ichiban Tetsumo Park" (いちばんテツモパーク). Il présente des trains du monde entier et comprend environ 450 m de voies sur une surface de 30 m sur 10 m.
La collection comprend également les modèles originaux de Thomas le petit train et plusieurs autres personnages de la série Thomas et ses amis qui roulent régulièrement sur le réseau,.

## Histoire
Le musée a été dévoilé aux médias le 20 juin 2012 avant son ouverture au public le 10 juillet de la même année.
Le propriétaire de la collection, Nobutarō Hara, est né à Tokyo le 4 avril 1919 et a construit son premier train miniature à l'âge de 13 ans. Il a étudié le génie mécanique à l'Université de technologie de Tokyo. Après la Seconde Guerre mondiale, Hara a travaillé comme ingénieur de développement pour une société d'équipement de bureau. Pendant son temps libre, il a continué à construire et à collectionner des trains miniatures, voyageant dans de nombreux pays et constituant une collection de plus de 6 000 objets. Hara est décédé le 5 juillet 2014 à l'âge de 95 ans. 

## Accés
Le musée est situé au deuxième étage du bâtiment Yokohama Mitsui à Nishi-ku, Yokohama, et se trouve à deux minutes à pied de la gare de Shin-Takashima sur la ligne Minatomirai et à cinq minutes à pied de la gare de Yokohama.